# كيث فرازير
كيث فرازير (بالإنجليزية: Keith Fraser)‏ هو لاعب كرة قدم أسترالية أسترالي، ولد في 17 أبريل 1913، وتوفي في 13 يوليو 2003.

## وصلات خارجية
- كيث فرازير على موقع AustralianFootball.com (الإنجليزية)
- كيث فرازير على موقع AFLtables.com (الإنجليزية)